# Brasserie (restaurant)
Pour l’article homonyme, voir Brasserie.
En hôtellerie-restauration, une brasserie (\bʁɑs.ʁi\) est un type de restaurant et de bar, souvent ouvert en continu, du moins jusqu'à l'« après-spectacle », éventuellement jour et nuit (c'est devenu plus rare en France), en général assez vaste.

## Description
Il y est proposé une cuisine relativement simple ; on peut ne commander qu'un plat, s'attabler en dehors des heures habituelles du déjeuner et du dîner, éventuellement n'y prendre qu'un verre entre les repas. Il n'existe pas de définition officielle permettant de différencier catégoriquement ce genre d'établissement d'un restaurant classique. La brasserie, lieu originellement lié à quelque brasseur, peut élaborer elle-même sa bière de façon artisanale : on parle alors de microbrasserie.
Le montant de l'addition varie beaucoup selon les établissements, leur implantation ou leur renommée.

## Plats typiques
Les brasseries proposent généralement une carte fixe étendue et quelques suggestions du jour, liées aux saisons.
Plusieurs, notamment à Paris et dans de grandes villes, disposent d'un banc de fruits de mer près de l'entrée, l'écailler œuvrant généralement à l'extérieur (comme par exemple les brasseries La Lorraine ou La Coupole).
Parmi les plats typiques des brasseries, on peut mentionner la choucroute, le steak tartare, le steak frites, les escargots, la blanquette, le bœuf bourguignon, l'osso buco et beaucoup d’autres spécialités françaises.
La bière y est généralement de consommation plus courante que dans les restaurants classiques, mais la carte des vins, proposés au verre, en pichet ou en bouteille, est souvent importante. Les brasseries ont des accords privilégiés avec des marques de bière, le débit y étant très important, mais n'en dépendent plus directement comme par le passé.

## Décor

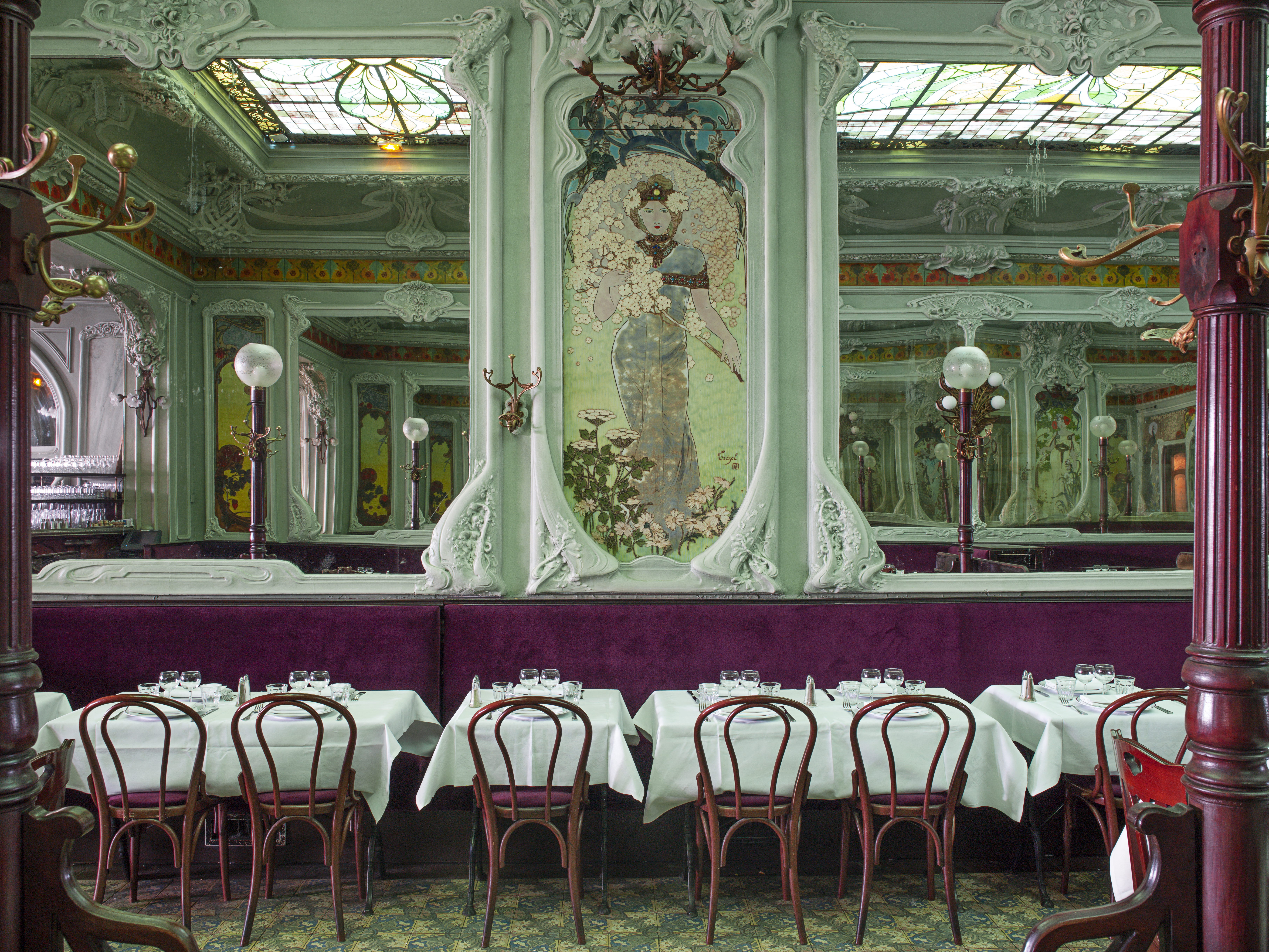
Décor intérieur, brasserie Julien, Paris.

Le décor des brasseries s'inspire du style des restaurants alsaciens. Elles présentent des miroirs, des carreaux céramiques, des sièges en cuivre et des lustres et souvent, surtout les plus anciennes brasseries traditionnelles, ont encore une décoration typique d'époque.
Les vitraux décorés façon Mucha, le sol fleuri, les moulures et d'autres éléments Art nouveau et d'Art déco se mélangent entre eux, créant une ambiance accueillante et emblématique de la Belle Époque.

## Histoire
Les brasseries se développent à Paris sous le Second Empire. En particulier, à la faveur des Expositions universelles de 1855 et 1857. Après la guerre de 1870, les « brasseries alsaciennes » vont se multiplier, souvent ouvertes par des Alsaciens. L'historien John Grand-Carteret ira jusqu'à parler d'« invasion gambrinale » à ce sujet, en disant qu'elle était due à la conjonction de trois facteurs, la bière prenant le pas sur le vin, les brasseries sur les cafés, conjugué à la perte de l'Alsace-Moselle.
C’est alors que de nombreuses familles alsaciennes qui voulaient rester françaises et ne pas tomber sous la domination prussienne s’installèrent à Paris pour ouvrir des brasseries. L'annexion de l'Alsace par l'Allemagne posa problème, en raison des droits de douane : la bière arriva davantage de Lorraine ensuite, jusqu'en 1918.
Plusieurs grandes brasseries parisiennes — dont celles qui étaient dites alsaciennes — appartiennent à de grands groupes nationaux et internationaux (Flo, Frères Blanc). À Paris en particulier, il y a des brasseries désormais incontournables, parmi lesquelles on peut mentionner La Coupole, Lipp, le Bouillon Chartier, Le Procope, Le Mollard et Bofinger.